# Thorectes stellosus
Thorectes stellosus es una especie de coleóptero de la familia Geotrupidae. La especie fue descrita científicamente por Jan Krikken en 1981.

## Subespecies
- Thorectes stellosus annapurnicus (Krikken, 1981)

= Geotrupes annapurnicus Krikken, 1981
- Thorectes stellosus stellosus (Krikken, 1981)

= Geotrupes stellosus Krikken, 1981

## Distribución geográfica
Habita en Nepal.